# Dijkenschriftmos
Dijkenschriftmos (Opegrapha confluens) is een korstmossoort uit het geslacht Opegrapha. Het groeit op steen. Het leeft in symbiose met de alg Trentepohlia.

## Verspreiding
In Nederland is dijkenschriftmos zeldzaam. Het is niet bedreigd en staat niet op de Nederlandse Rode Lijst.